# Kommunale Sozialausgaben
Unter Kommunalen Sozialausgaben werden finanzstatistisch die Aufgaben des Produktbereichs 3 „Jugend und Soziales“ verbucht. Diese Aufgaben basieren bundesrechtlich auf dem SGB II (Grundsicherung für Arbeitsuchende), SGB VIII (Kinder- und Jugendhilfe) und SGB XII (Sozialhilfe). Das Asylbewerberleistungsgesetz wurde 1993 aus der Sozialhilfe herausgelöst. Die kommunalen Sozialausgaben sind historisch gewachsen und decken ein breites Spektrum ab. Insbesondere die Sozialhilfe reicht weit in die kommunale Geschichte zurück. Der Charakter der Leistungen variiert: Teils handelt es sich um Geldleistungen, teils um Infrastruktur, geldwerte Sachleistungen oder vergleichbare Dienstleistungen.
Über die SGB hinaus bestehen landesrechtliche und lokalpolitische Gestaltungsspielräume, die zu einer unterschiedlichen Trägerschaft, Aufgabeninterpretation und Kosten führen. Der von den Kommunen zu tragende Leistungskatalog variiert von Land zu Land. Gemessen am Kommunalisierungsgrad nach Zuschussbedarfen tragen die Kommunen in NRW und Hessen mit 85 % den höchsten Anteil sozialer Ausgaben, jene in Thüringen mit 38 % den geringsten.

## Träger in den Ländern
Unter den umgangssprachlichen Begriff Kommune fallen im Bereich der sozialen Aufgaben vier Typen, welche in den einzelnen Leistungen infolge bundes- und landesrechtlicher Regelungen unterschiedlich beansprucht werden: kreisangehörige Gemeinde, kreisfreie Stadt, Kreis, höherer Kommunalverband. Die Kreise und kreisfreien Städte sind grundsätzlich die örtlichen Träger sozialer Aufgaben. Die kreisangehörigen Gemeinden tragen die Kindertagesstätte nach SGB VIII. Sie finanzieren allerdings über die Kreisumlage die weiteren Sozialausgaben der Kreise mit. Die größten Unterschiede der Trägerstrukturen liegen hinsichtlich der Hilfe zur Pflege und der Eingliederungshilfe nach SGB XII vor. In vier Ländern sind Höhere Kommunalverbände mit diesen Aufgaben betraut (NRW, Hessen, Sachsen, Bayern). In anderen Ländern werden diese Aufgaben direkt durch die Länder getragen (z. B. Sachsen-Anhalt und Saarland).

## Relevanz
Lokalpolitische Relevanz gewinnen die Sozialausgaben aus der hohen Ausgabendynamik, welche besonders bei finanzschwachen Kommunen oft zu Haushaltsproblemen führt. Zwischen 2003 und 2013 stiegen die Brutto-Ausgaben für Jugend und Soziales gemessen an den Rechnungsergebnissen nach Angabe Statistisches Bundesamt bundesweit um 59 % und banden rund 40 % der kommunalen Haushalte. Zwar existiert in allen Bundesländern ein kommunaler Finanzausgleich, der in unterschiedlichen Verfahren einen Teil der Ausgaben erstattet, jedoch lässt sich eine Verdrängung anderer Ausgaben, vor allem im Bereich Investition, kaum vermeiden.

## Aktuelle Debatte
Die Verortung sozialer Aufgaben bei den Kommunen und das mangelnde Konnexitätsprinzip des Bundes gelten als wesentliche Schwäche der föderalen Finanzverfassung. Seit Jahrzehnten findet sich daher die Forderung, der Bund solle jene selbst begründeten Sozialausgaben finanzieren.
Parteiübergreifend wird die These geteilt, dass die Kommunen über den Bund von Sozialausgaben entlastet werden sollen. Diesem Weg steht die Finanzverfassung entgegen, die direkte Transfers untersagt. Gleichwohl wurden seit 2005 diverse Entlastungen durch den Bund intendiert (z. B. Kosten der Unterkunft und Heizung, KITA-Ausbau, Asyl). Darüber hinaus ist die Interessenlage unter Ländern und Kommunen kontrovers, was die Ansatzpunkte der Entlastung und deren Konsequenzen angeht. Im Koalitionsvertrag der 18. Legislaturperiode sind Entlastungen des Bundes an die Kommunen ab dem Jahr 2018 vereinbart; allerdings ohne Konkretisierung. Aktuell fokussiert sich die Debatte angesichts der Flüchtlingskrise in Deutschland ab 2015 auf die Asylkosten.